# نبرد سردره خوار
نبرد سردر خوار، نبردی بود که منجر به شکست اشرف افغان در جریان کمین بر ضد نیروهای نادرقلی هنگامی که در حال عقب‌نشینی در پی شکستش در مهماندوست بود روی داد. اشرف با جمع‌آوری نیروهایی که در مسیر خود قرار داشت، نیروی مبارزی با توان بیشتر را در اطراف بقایای نیروهای خونین خود جمع‌آوری کرد که حتی مردان کافی برای کمین کردن در یک گذرگاه باریک در شرق ورامین در قسمت غربی خوار ( گرمسار امروزی) را در اختیارش قرار داد. در جریان این رویداد ۸٬۰۰۰ تن به همراه ۹ عراده توپ سبک به فرماندهی اسلام خان افغان فرماندار تهران از پادگان تهران به اشرف پیوستند تا شمار نیروهای اشرف به ۱۸٬۰۰۰ تن برسد.

## نبرد
اشرف، پنهانی توپ‌ها و تفنگداران در ارتفاعات و مسلط به گذرگاه برای تقویت و پاسداری از گذرگاه باریک قرار داد. او حتی جبههٔ قابل توجهی از سواره نظام را در پشت سر باقی گذاشت تا بتوانند بازماندگان از این کمین را به دست بیاورد. اما جاسوس‌های نادر به او در مورد طرح‌های اشرف در تنگهٔ خوار گزارش دادند. نادر که شخصاً فرماندهی را به عهده داشت، حملهٔ دوجانبه‌ای را با استفاده از تفنگداران و با حمایت توپخانه آغاز کرد، او هوتکیان را در کمین خود قرار داد، و پشتون‌ها سرکش را در حالی که توپ‌ها و وسایلشان را رها کرده بودند مجبور به گریز کرد.

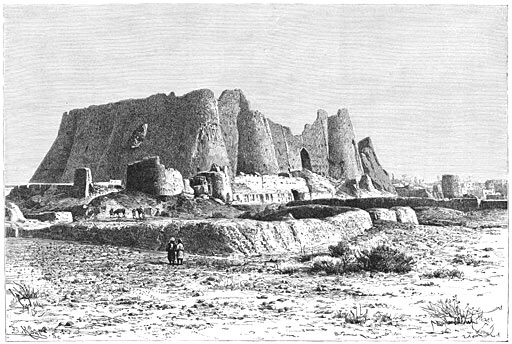
دژ چهارگوش ورامین به صورتی که توسط ژان دیولافوا دیده شده

## پیامدها
در نتیجه این نبرد، مسیر پیشروی نادر به مرکز ایران و به سمت پایتخت، اصفهان باز شد. نادر، با این حال تصمیم گرفت تا مسیر طولانی‌تری را به سمت غرب به دلیل پشتیبانی برتر لجستیکی برگزیند. این کار منفعتی نیز داشت که باعث غافلگیری هوتکیان شکست خورده شد تا نتوانند مانع جدی‌ای برای پیشروی نادر به سمت اصفهان، تا زمانی که او به مورچه خورت که شهری در چند کیلومتری شمال اصفهان بود، دسترسی داشته باشد، شوند.